# Дивись українське — твори своє майбутнє!
Дивись українське — твори своє майбутнє! — український соціальний комунікаційний проєкт. Створений Асоціацією «Сприяння розвитку кінематографа в Україні — дивись українське!» для консолідації кінематографічної української спільноти та провідних експертів з комунікацій для ініціювання та реалізації проектів, пов'язаних з популяризаціею та розвитком українського кінематографу, спільної реалізації інтересів у галузі кіновиробництва, розповсюдження та використання кінематографічної продукції. Генеральний партнер першого сезону проєкту  — Благодійний фонд Ігоря Янковського «Ініціатива заради майбутнього». Партнерську підтримку здійснюють «Райффайзен банк Аваль», компанія «Baker Tilly Україна» та радіохолдинґ «ТАВР Медіа». Сприяння та допомогу проєкту надають близько 50-ти організацій та підприємств. Серед них: Міністерство культури України, Департамент культури КМДА, Міжнародна Асоціація Маркетингових Ініціатив (МАМІ), компанія «4Keyers.com», «KM Core», Дім освіти «Майстер Клас», «Digital Creative Agency MONAMI», «Перша рекордингова компанія», «Fresh Production Group», інформаційний сайт «KINO-КОЛО», «Сценарна Майстерня», Група компаній «Ефективні інвестиції», етно-фестиваль «Країна мрій», Спілка українських підприємців (СУП), Кінофестиваль «Молодість», Міжнародний конкурс «Коронація слова», фестиваль «Кіноскрипт», Кінофестиваль «Відкрита ніч», Національний фестиваль соціальної реклами (НФСР), Спілка рекламістів України.

## Складові проєкту
- Конкурс кіносценаріїв «Своє кіно» (листопад 2016 року — лютий 2017 року)[3]. На який було подано понад 501 сценаріїв від 314 авторів. Сценарії надходили не тільки з України, але й з США, Білорусі, Об'єднаних Арабських Еміратів та Італії.[4][5]. Конкурс проходив у два етапи оцінювання. 88 експертів оцінювали сценарії, представлені на конкурс.
- Переможці конкурсу сценаріїв «СВОЄ КІНО»

1. «Клоун», автор Василь Кухар
2. «На краю», автор Микола Терещенко
3. «Кадет», автор Олександр Столяров
4. «На своїй землі», автор Федір Янько[6]
5. «Пуанти», автор Лілія Остапович
6. «Стрибок Віри», автор Микола Кирильчук
7. «Голос», автор Михайло Іллєнко
8. «Сонний трамвай», автор Ігор Байбарза
9. «Чоловік», автор Оксана Артеменко
10. «Ліфт», автор Михайло Іллєнко
11. «Дякую!», автор Максим Люков
12. «Інклюзія в школі», автор Олена Осмоловська
13. «Щедрик», автор Андрій Малюхович
14. «Звичайний ранок», автор Ярослава Наумова
15. «Моно», автор Євгенія Бабенко
16. «Холодний дощ самотності», автор Олег Павлюченков
17. «Серцеїдка», автор Олександра Бровченко
18. «Двері», автор Василина Дротяк
19. «Паперове серце», автор Ольга Калуга
20. «Один день з життя прем'єр-міністра», автор Софія Столярова

На перший  конкурс сценаріїв «Своє кіно» подали понад 501 роботу, другий сезон Конкурсу "СВОЄ КІНО-2" отримав 448 робіт.
- Кіновиробництво добірки короткометражних ігрових фільмів, створених за сценаріями-переможцями конкурсу «Своє кіно» (березень — вересень 2017 року). Задіяно таких кінорежисерів: Олександр Кирієнко, Михайло Іллєнко, Олександр Столяров, Олесь Санін, Андрій Дончик, Сергій Круценко, Кадім Тарасов, Олег Павлюченков, Наталія Давиденко, Віктор Придувалов, Олександр Ітигілов, Тарас Томенко, Тарас Ткаченко, Оксана Тараненко, Оксана Артеменко, Тетяна Мельниченко, Олександра Бровченко, Максим Люков.
- Системне поширення та розповсюдження добірки короткометражних фільмів «Своє кіно» в кінотеатрах та на телеканалах України (жовтень 2017 року — травень 2018 року). Проєкт підтримали кіномережі: «Планета Кіно», «Multiplex», «Сінема-Сіті», «Баттерфляй», «Оскар», кінотеатри: «Україна», «Жовтень».
- Комплекс заходів та спеціальних проєктів з розвитку та популяризації українського кінематографа (протягом всього 2017 року).
- Інформаційна кампанія з популяризації місії та завдань проєкту (постійно з листопада 2016 року).

Переможці конкурсу сценаріїв «СВОЄ КІНО- 2»
1. «Гора пензлів»  - автор Трач Юрій Андрійович
2. «Десь поряд. Історія однієї перерви» авторська група Данило Кіт, Лера Віго
3. «Дзвінок»  - автор Смірнова  Анна Леонідівна
4. «Домовина»  - автор Іщенко Ірина Віталіївна
5. «За мить до вічності»  - автор Гордєєв Андрій Борисович
6. «Монстр»  - автор Чернявська Юлія Сергіївна
7. «Нободік»  - автор Бонсевич Юрій Костянтинович
8. «Об’єктивно»  - автор Хохолкін Андрій Сергійович
9. «Підвішена кава»  - автор Макеєнкова Ратха     Рахманкулівна
10. «Шнурочки»  - автор Тамтура Юлія Олександрівна

## Завдання проєкту
- Збільшення кількості глядачів українського кіно;
- Поширення творчими засобами громадянських та моральних цінностей;
- Залучення до кіновиробництва нових авторів та молодих кінематографістів;
- Сприяння розвитку суспільного діалогу про майбутнє.

## Готові стрічки проєкту
- «Паперове серце» — режисер Олесь Санін, автор сценарію Ольга Калуга[7];
- «Моно» — режисер Андрій Дончик, автор сценарію Євгенія Бабенко;
- «Кадет» — режисер та автор сценарію Олександр Столяров[7];
- «Ліфт» — режисер та автор сценарію Михайло Іллєнко[7];
- «Клоун» — режисер Олександр Кирієнко, автор сценарію Василь Кухар[8];
- «На своїй землі» — режисер Олександр Кирієнко, автор сценарію Федір Янько[7];
- «Голос» — режисер та автор сценарію Михайло Іллєнко[7];
- «Двері» — режисер Наталія Давиденко, автор сценарію Василина Дротяк.
- «Чоловік» — режисер та автор сценарію Оксана Артеменко;
- "Кобзарський цех" - режисер Віктор Придувалов, автор сценарію Наталія Рудюк;
- «На краю» — режисер Олександр Ітигілов, автор сценарію Микола Терещенко;
- «Звичайний ранок» — режисер Кадім Тарасов, автор сценарію Ярослава Наумова;
- «Доки палає свічка» — режисер Віктор Придувалов, автор сценарію Володимир Петренко.
- "Прощена неділя" — режисер Саша Кирієнко, автор сценарію Тетяна Бондар
- "Холодний дощ самотності" — режисер та автор сценарію Олег Павлюченков
- "Серцеїдка" — режисер та автор сценарію Олександра Бровченко
- "Дякую" — режисер та автор сценарію Максим Люков
- "Урок" — режисер та автор сценарію Михайло Іллєнко
- "Інклюзія у школі" — режисер Оксана Тараненко, автор сценарію Олена Осмоловська
- "Янгол" ("Один день з життя міністра") - режисер Володимир Лукицький, автор сценарію Софія Столярова

На основі добірки короткометражних фільмів проєкту «Дивись українське — твори своє майбутнє!», відібраних за результатами Конкурсу сценаріїв «Своє кіно», буде створено кіноальманахи «На своїй землі» та «Двері».
22 грудня 2017 року Держкіно України вирішило надати державну фінансову підтримку кіноальманаху «На своїй землі».